# Smólsk (Cuyavia y Pomerania)

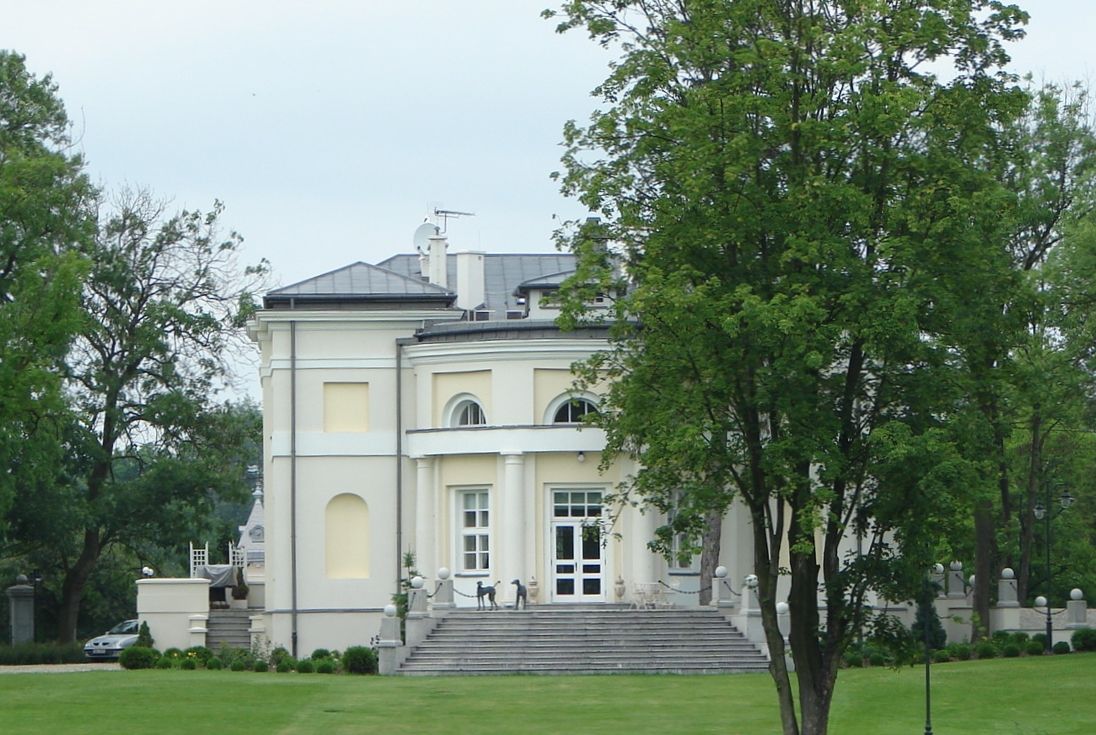
El manor casa, primera mitad del.

Smólsk [pronunciación en polaco: /smulsk/] es un pueblo en el distrito administrativo de Gmina Włocławek, dentro de Distrito de Włocławek, Voivodato de Cuyavia y Pomerania, en el norte de Polonia. Se encuentra aproximadamente 8 kilómetros al sudoeste de Włocławek y 54 kilómetros al sudeste de Toruń.